# Yasmín Copete Zapot
Yazmín de los Ángeles Copete Zapot (Tres Zapotes, Santiago Tuxtla, Veracruz, México; 2 de agosto de 1964) es una política y abogada mexicana, miembro del Partido de la Revolución Democrática. Actualmente es candidata al senado por mayoría relativa, en la segunda fórmula, por la coalición «Por México al Frente» en las elecciones federales de México de 2018.

## Primeros años
Nació el 2 de agosto de 1964 en la comunidad de Tres Zapotes en el municipio de Santiago Tuxtla en el Estado de Veracruz. Es licenciada en derecho egresada de la Universidad Veracruzana.

## Trayectoria
El primer cargo público fue el de regidora del Ayuntamiento de Santiago Tuxtla en 1997 hasta el 2000.
En 2000 fue elegida Diputada local plurinominal en la LIX Legislatura del Congreso del Estado de Veracruz donde su periodo fue del 5 de noviembre de 2000 al 4 de noviembre de 2004. En 2005 se volvió presidenta municipal de su natal Santiago Tuxtla para el periodo del 1 de enero de 2005 al 31 de diciembre de 2008. 
Su próximo cargo sería hasta 2012 cuando fue elegida diputada federal por representación proporcional en la LXII Legislatura del Congreso de la Unión de México del 1 de septiembre de 2012 al 31 de agosto de 2015. Actualmente es Diputada local en la LXIV Legislatura del Congreso del Estado de Veracruz desde el 5 de noviembre de 2016, aunque pidió licencia el 26 de marzo de 2018.